# Tobia Ravà
Tobia Ravà (Padova, 29 marzo 1959) è un artista italiano.

## Biografia
Tobia Ravà è di cultura ebraica e svolge la sua attività artistica in vari contesti dall'ebraismo, alla logica matematica, all'arte contemporanea. Ha frequentato la Scuola Internazionale di Grafica di Venezia e Urbino e poi si è laureato in Semiologia delle Arti all'Università di Bologna, allievo di Umberto Eco, Renato Barilli, Omar Calabrese, Flavio Caroli.
Nel 1971 inizia la sua attività pittorica e dal 1977 espone in mostre personali e collettive in Italia, Belgio, Croazia, Francia, Germania, Spagna, Brasile, Argentina, Giappone e Stati Uniti. Nel 1983 è tra i fondatori del gruppo bolognese AlcArte, attivo all'Università di Bologna (DAMS), con l'intento di coniugare il fare arte all'epistemologia.
Nel 1988 si è occupato di Iconografia ebraica, partecipando al progetto di schedatura di epigrafi ebraiche nel Veneto, Friuli-Venezia Giulia e Trentino-Alto Adige insieme a Gadi Luzzatto Voghera e Paolo Navarro.
È promotore del gruppo Triplani; nel 1998 è tra i soci fondatori di Concerto d'Arte Contemporanea, associazione culturale che si propone di riunire artisti con le stesse affinità per riqualificare l'uomo ponendolo in sintonia con l'ambiente, interagendo in spazi urbani, parchi, ville, edifici storici con l'arte contemporanea.
Con Maria Luisa Trevisan ha dato vita nel 2004 ad un Laboratorio di Ricerca d’Arte Contemporanea a Mirano (PaRDeS). Ha esposto all’Olympic Fine Arts in occasione delle Olimpiadi di Pechino 2008.

## La "congettura di Ravà"
Ravà ha ipotizzato una congettura matematica così definita: 
Nel 2007 l'ingegner Federico Giudiceandrea ne ha fornito una dimostrazione.

## Curiosità
Un'opera di Ravà è stata donata a papa Benedetto XVI in occasione della visita al Tempio Maggiore dalla Comunità Ebraica di Roma nel gennaio 2010, dal rabbino capo di Roma Riccardo Di Segni e dal presidente della Comunità Ebraica di Roma Riccardo Pacifici.
Nel 2016 partecipa (con le opere e la propria presenza in scena) alla produzione dello spettacolo teatrale "L'Inghiottitoio" scritto e diretto da Davide Antonio Pio.